# Orthetrum serapia
Orthetrum serapia är en trollsländeart som beskrevs av Watson 1984. Orthetrum serapia ingår i släktet Orthetrum och familjen segeltrollsländor. IUCN kategoriserar arten globalt som livskraftig. Inga underarter finns listade i Catalogue of Life.

## Bildgalleri

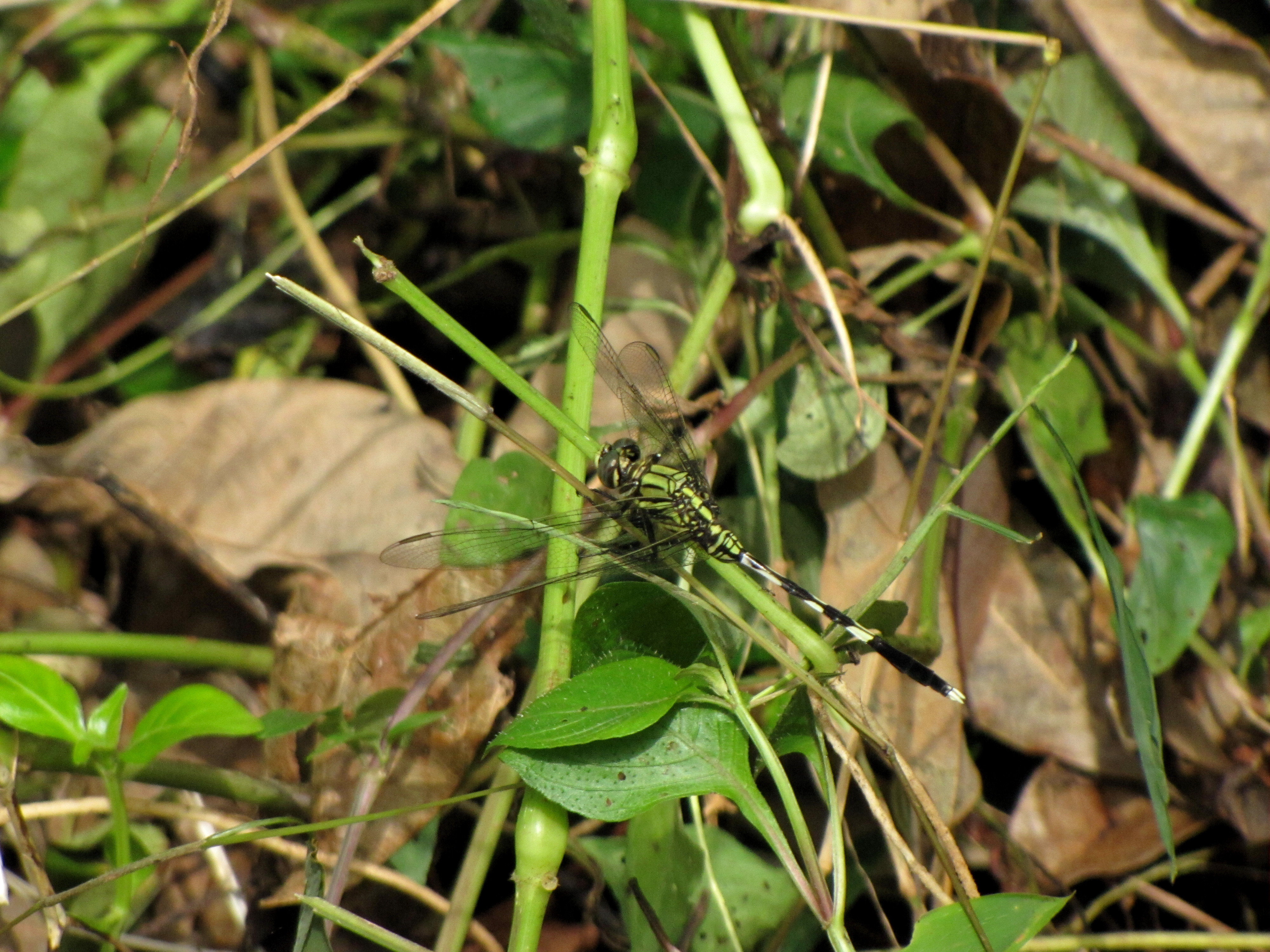